# Carl Gustav Flügel
Carl Gustav Flügel (Nienburg an der Saale, 2 de juliol de 1812 – Stettin, 15 d'agost de 1900) fou un compositor alemany. Era el pare del també compositor Ernst Flügel (1844-1912).
Fou autor de dues grans sonates per a piano, i d'una composició titulada Phalaeuen, la qual conté dos scherzi, una elegia i un allegro appassionnato molt notables. També deixà diversos lieder, models de sentiment.